# Aline Bonjour
Aline Bonjour (ur. 5 stycznia 1985 w Lozannie) – szwajcarska narciarka alpejska.
Specjalizowała się w slalomie specjalnym i slalomie gigancie. Jej najlepszym rezultatem w Pucharze Świata było 7. miejsce w slalomie wywalczone w Sierra Nevada 25 lutego 2007 roku.
Nie startowała nigdy w igrzyskach olimpijskich.
Po sezonie 2010/2011 postanowiła zrezygnować z kariery zawodowej, decyzję tę podjęła z powodu słabych wyników.

## Osiągnięcia

### Mistrzostwa świata
| Miejsce | Dzień     | Rok  | Miejscowość | Konkurencja | Czas biegu  | Strata  | Zwycięzca     |
| ------- | --------- | ---- | ----------- | ----------- | ----------- | ------- | ------------- |
| DNF1    | 12 lutego | 2009 | Val d’Isère | Gigant      | -           | -       | Kathrin Hölzl |
| 10.     | 14 lutego | 2009 | Val d’Isère | Slalom      | 1:53.84 min | +2.04 s | Maria Riesch  |

### Puchar Świata

#### Miejsca w klasyfikacji generalnej
- 2006/2007 – 87.
- 2007/2008 – 76.
- 2008/2009 – 50.
- 2009/2010 – 93.

#### Miejsca na podium w zawodach
Dotychczas zawodniczka nie zajmowała miejsc na podium.